# Tezze sul Brenta
Tezze sul Brenta is een gemeente in de Italiaanse provincie Vicenza (regio Veneto) en telt 11.258 inwoners (31-12-2004). De oppervlakte bedraagt 18,0 km², de bevolkingsdichtheid is 625 inwoners per km².
De volgende frazioni maken deel uit van de gemeente: Belvedere, Campagnari, Cusinati, Granella, Laghi, Stroppari.

## Demografie
Tezze sul Brenta telt ongeveer 3765 huishoudens. Het aantal inwoners steeg in de periode 1991-2001 met 10,0% volgens cijfers uit de tienjaarlijkse volkstellingen van ISTAT.
| Jaar | Inwoneraantal |
| ---- | ------------- |
| 1991 | 9463          |
| 2001 | 10.405        |

## Geografie
De gemeente ligt op ongeveer 69 m boven zeeniveau.
Tezze sul Brenta grenst aan de volgende gemeenten: Cartigliano, Cittadella, Pozzoleone, Rosà, Rossano Veneto.